# Gone in the Air
Gone in the Air (Untertitel: The Music of Eric Dolphy) ist ein Jazzalbum von Chris Biscoe. Die 2007 entstandenen Aufnahmen erschienen am 28. Juni 2008 auf dem britischen Label Trio Records.

## Hintergrund
Seit den 1900er-Jahren arbeitete der Holzbläser Chris Biscoe in den Bands von Harry Beckett, Graham Collier, Liam Noble, George Russell, Keith Tippett und Kate und Mike Westbrook, außerdem im Orchestre National de Jazz. Unter eigenem Namen entstand 2007 in Quartettbesetzung das der Musik von Eric Dolphy gewidmete Album Gone with the Air, mit dem Altsaxophonisten Tony Kofi, dem Bassisten Lary Bartley und Stu Butterfield am Schlagzeug. Neben Kompositionen Dolphys, darunter Klassiker aus dessen Alben Outward Bound und Out to Lunch!, sind hier aber auch knisternde Versionen von weiteren Stücken, die er gerne gespielt hat, zu finden, darunter „Stolen Moments“ von Oliver Nelson (aus dessen Album The Blues and the Abstract Truth von 1961) und „Jitterbug Waltz“ von Fats Waller.
Der Titel „Gone in the Air“ ist ein Zitat des 1964 verstorbenen Eric Dolphy: „Wenn es vorbei ist, ist es in der Luft, man kann es nie wieder einfangen“, sagte Dolphy zu seiner Musik.

## Titelliste
- Chris Biscoe: Gone in the Air (Trio Records TR578)[3]

1. Serene 5:43
2. Les 4:19
3. Out to Lunch 7:11
4. 245 3:25
5. Jitterbug Waltz (Fats Waller) 4:40
6. Potsa Lotsa 8:00
7. Stolen Moments (Oliver Nelson) 8:56
8. Miss Ann 3:04
9. Hat and Beard 2:18
10. Gone in The Air (Chris Biscoe) 0:55

Wenn nicht anders vermerkt, stammen die Kompositionen von Eric Dolphy.

## Rezeption

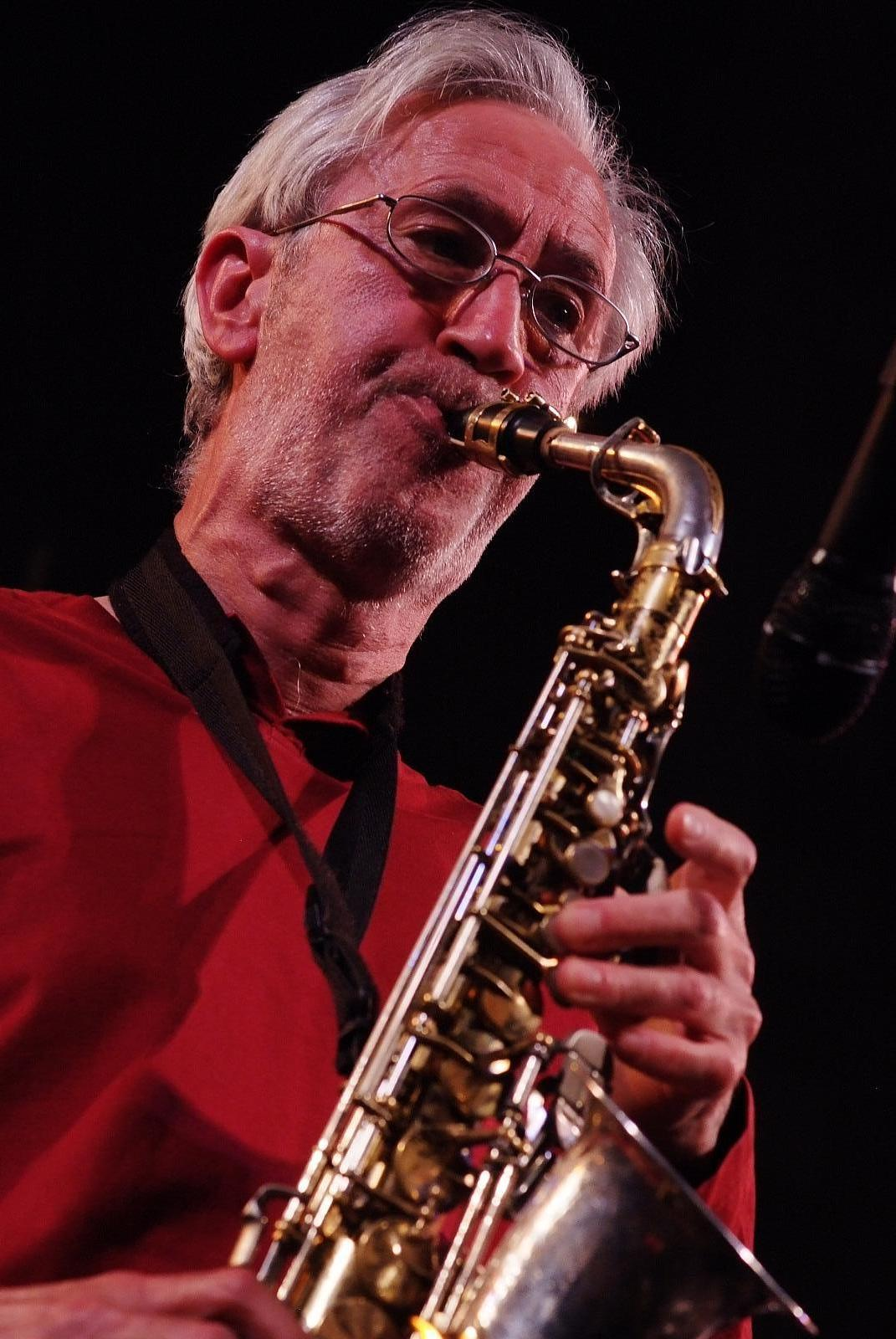
Chris Biscoe (2008)

Dieses Tribut-Album unter der Leitung des durchgehend hervorragenden Biscoe am Altsaxophon, an der Klarinette und an der Flöte würde eine charakteristische Dolphy-Welt heraufbeschwören, indem es einige seiner bekanntesten Melodien abdeckt, auch durch die avantgardistische, aber immer noch lebhafte Ensemble-Atmosphäre des Quartetts, urteilte Phil Johnson über das Album in The Independent. Tony Kofi würde dem Ganzen ein bluesiges zweites Altsaxophon hinzufügen und die Rhythmusgruppe von Larry Bartley am Bass und Stu Butterfield am Schlagzeug swinge im freien Spiel.
Die britischen Bläser Chris Biscoe und Tony Kofi würden nicht versuchen, Dolphys schwer fassbaren Geist zu entführen, sondern zeigten, was für eine Inspiration er nach wie vor sei, und zwar in einer Reihe von Klassikern, die Dolphy geschrieben habe oder mit denen er in Verbindung gebracht werde, schrieb John Fordham in seiner Besprechung von Gone in the Air (The Guardian). Biscoes Fähigkeit, so unterschiedliche Klangwelten wie die von Evan Parker und Charlie Parker zu verbinden, mache ihn zu einem der beeindruckendsten europäischen Saxophonisten, der jedoch leider sehr im Schatten bliebe. Tony Kofi agiere eher konventionell gefühlvoll und bluesig, und nicht ganz so rhythmisch straff, aber sein gesungenes Jammern sei ein guter Kontrast zu Biscoes eher Dolphy-artiger Herbheit. Bassist Larry Bartley und ein geradliniger, aber effektiver Schlagzeuger Stu Butterfield würden schnörkellos ein zeitgenössisches Quartett vorantreiben, das hingebungsvoll im fortgeschrittenen Bebop verwurzelt sei, ihn aber so lautstark darbiete, dass die Musik bemerkenswert neu klinge.